# Єлаші
Єлаші́ (рос. Елаши, чув. Елаш) — присілок у складі Цівільського району Чувашії, Росія. Входить до складу Малоянгорчинського сільського поселення.
Населення — 215 осіб (2010; 202 у 2002).
Національний склад:
- чуваші — 100 %